# Isidre Costa i Perramon
Isidre Costa i Perramon va ser regidor del primer ajuntament republicà de Manresa.

## Biografia
Era membre d'Acció Catalana i participà en la Junta de Govern Republicana Provisional de Manresa, del 14 d'abril de 1931. Fou regidor del primer ajuntament republicà (1931) i, com a president de la Comissió de Cultura i de la Comissió d'Incendis, tingué un paper destacat en la construcció del nou Parc de Bombers de la ciutat.